# هوراغاي

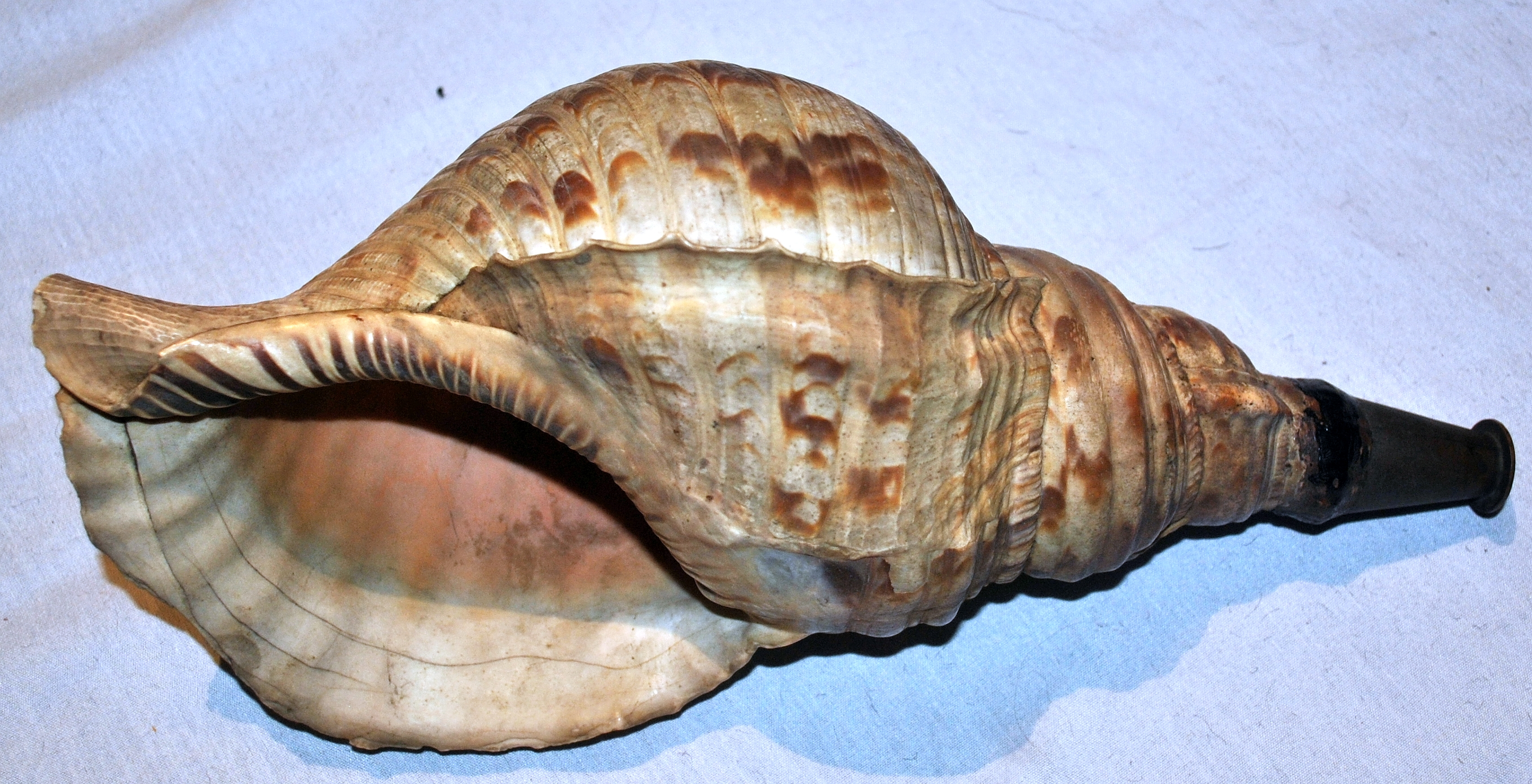
هوراغاي ياباني قديم

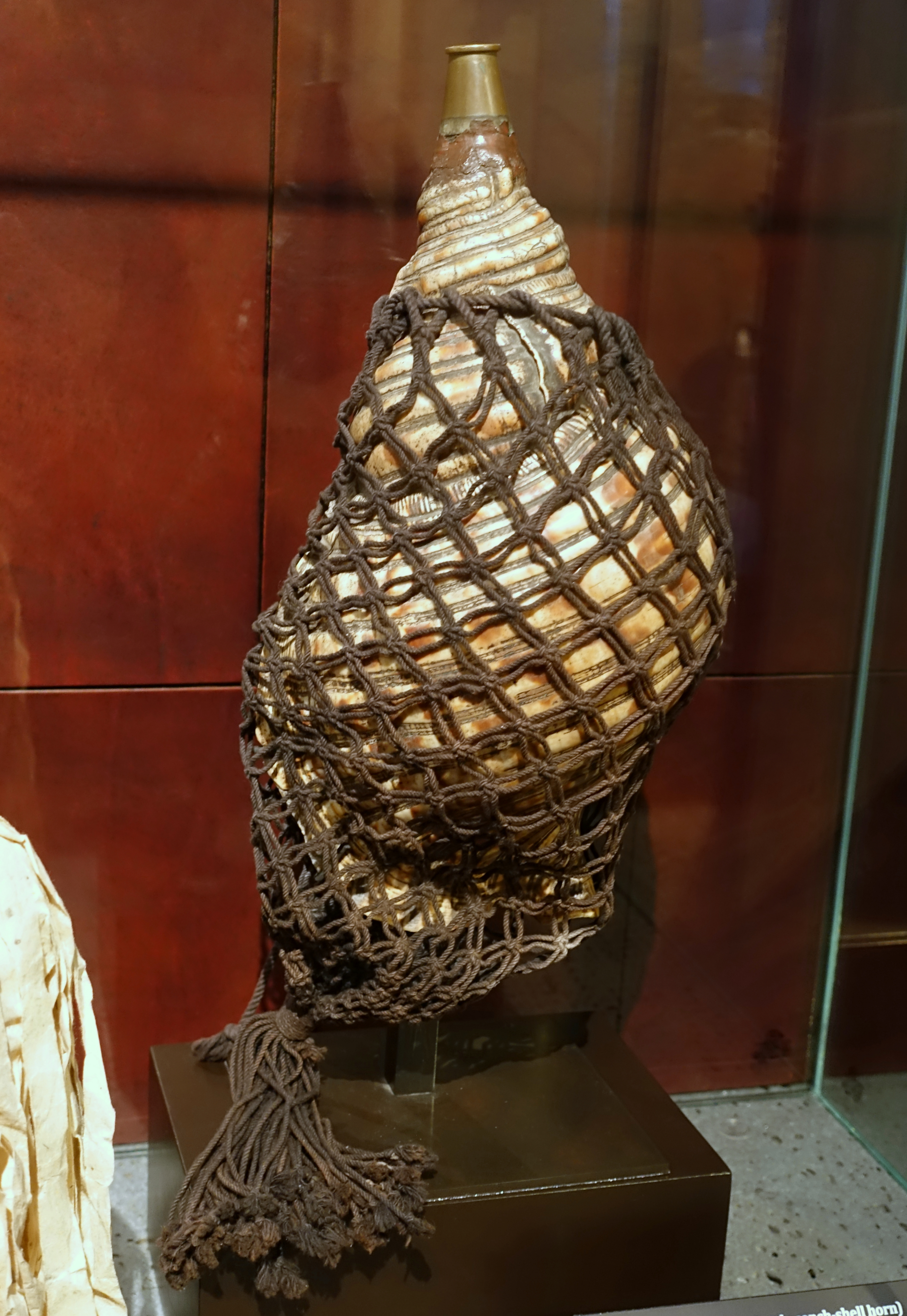
هوراغاي حربي

هوراغاي (法螺貝 هوراغاي) هي آلة موسيقية نفخية تقليدية من اليابان، مصنوعة من الصدفيات العملاقة.

## التاريخ
ظهرت الهوراغاي في اليابان في القرن الثامن ميلادي، وبدأت تنتشر في الأرخبيل الياباني، بعد وفاة مؤسس الشوغيندو Shugendo «إن نو غيوجا»، حيث تم استخدامها كأداة لمرافقة الرقصات الطقوسية في الجبال من قبل اليامابوشي، الزاهدون والنساك في الجبال. وهي مستوحاة من أداة - الشانكا - التي يستخدمها الزاهدون الهنديون من البراهما أو الشيفا الذين اتبعوا طريق الدعوة للبوذية من ضفاف نهر الجانج إلى سفوح جبل هيكو في جزيرة كيوشو، بالمرور على التبت والصين.

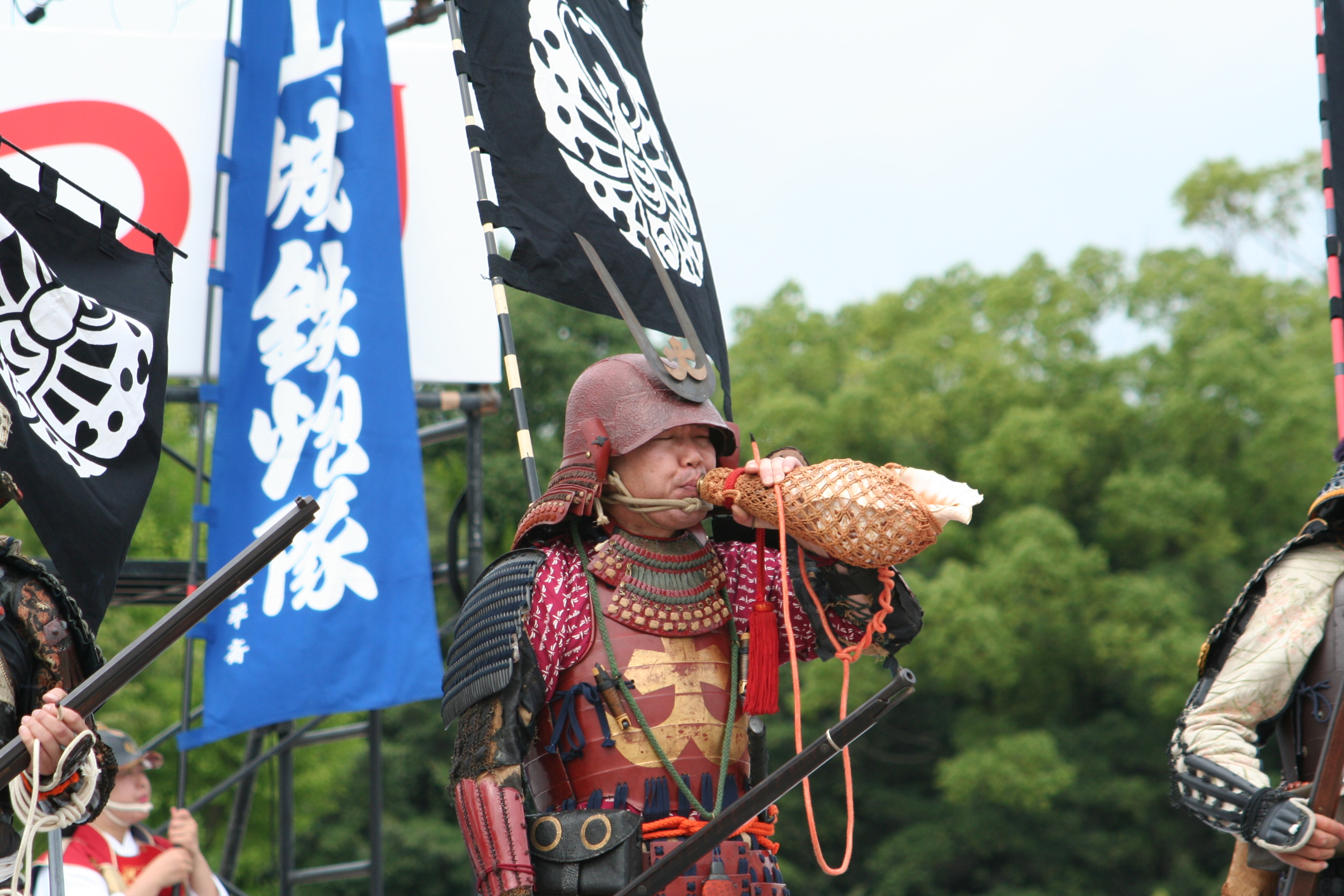
هوراغاي في مهرجان أوشيرو

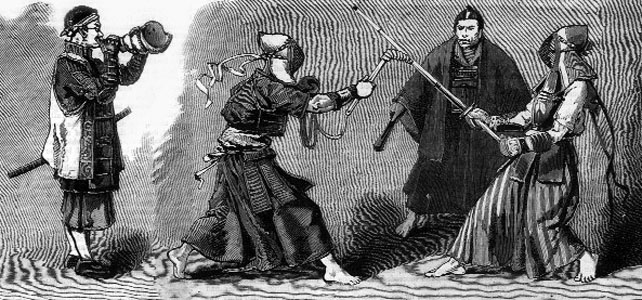
Frip Fencing

في زمن موروماتشي (1333 - 1573)،دخلت آلة الهوراغاي في ميادين المعارك. واطلق عليها اسم «جينكاي»، حيث استخدمت إلى جنب آلة «التايكو» لتقوية الحماس لقوات الساموراي التي تشارك في القتال وترتيب ايقاع تنفيذ التكتيكات العسكرية  في ميدان المعركة. ويقوم الأسياد الاقطاعيون بتجنيد عازفيالجينكاي والكياكو، من بين اليامابوشيين الأكثر خبرة.

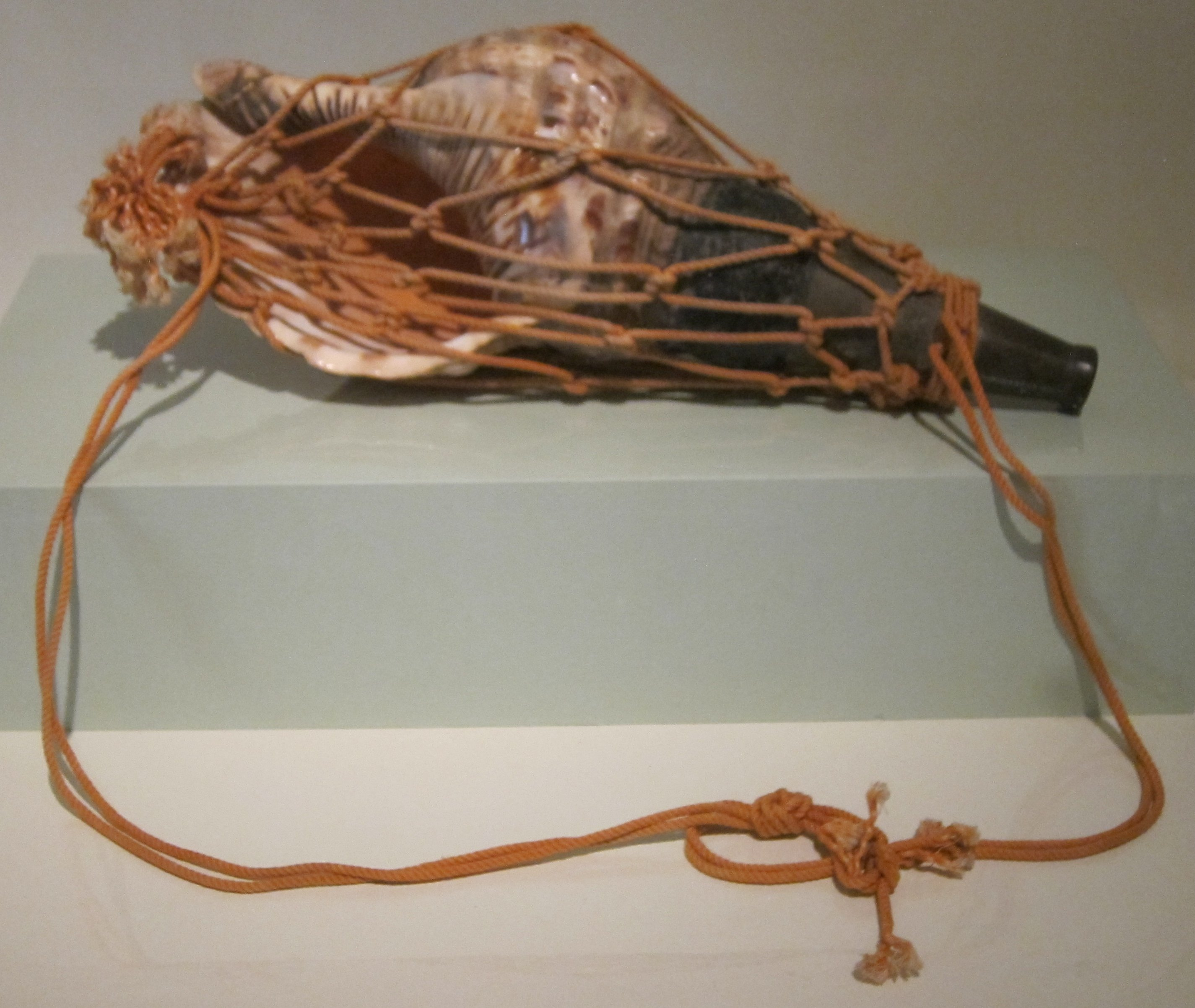
الشبكة الحاملة لآلة الهوراغاي

في القرن الحادي والعشرين، ضمت فرق أوركسترا التايكو وغيرها من الفرق الموسيقية التي تعبر وتمثل الموسيقى اليابانية التقليدية؛ آلة يابانية مشابهة للهوراغاي أو أكثر.

## كيفية الصنع
يصنع الهوراجاي تقليديا من قشرة التريتون العملاقة التي يتم صيدها في البحر وتُفرغ من جميع المواد العضوية. حيث يستبدل تجويف قمة الرخوي بقصبة من الخيزران أو المعدن - عادة ما يستخدم معدن البرونز.
يمكن تزيين الأداة برسومات محفورة في الصدفة وعادة ما تكون محاطة بشبكة من الحبل الخشن.

## كيفية العزف
الهوراغاي هو أداة نفخية حيث يحدث الصوت عند اهتزاز الشفاه في تجويف المحارة الفارغة.